# 老安站
老安站（：／ Noan yeok */?）是位于韩国全罗南道罗州市老安面老安路的一个车站，属于湖南线。

## 历史
- 1939年5月16日 - 落成使用[1]。

## 相鄰車站
韓國鐵道公社
湖南線
光州松汀－老安－羅州